# کوه جیمز
کوه جیمز (به انگلیسی: Mount James) یک کوه در ایالات متحده آمریکا است که در مونتانا واقع شده‌است. کوه جیمز ۲٬۸۵۹٫۰۶ متر بالاتر از سطح دریا واقع شده‌است.